# Sebastian Fitzek

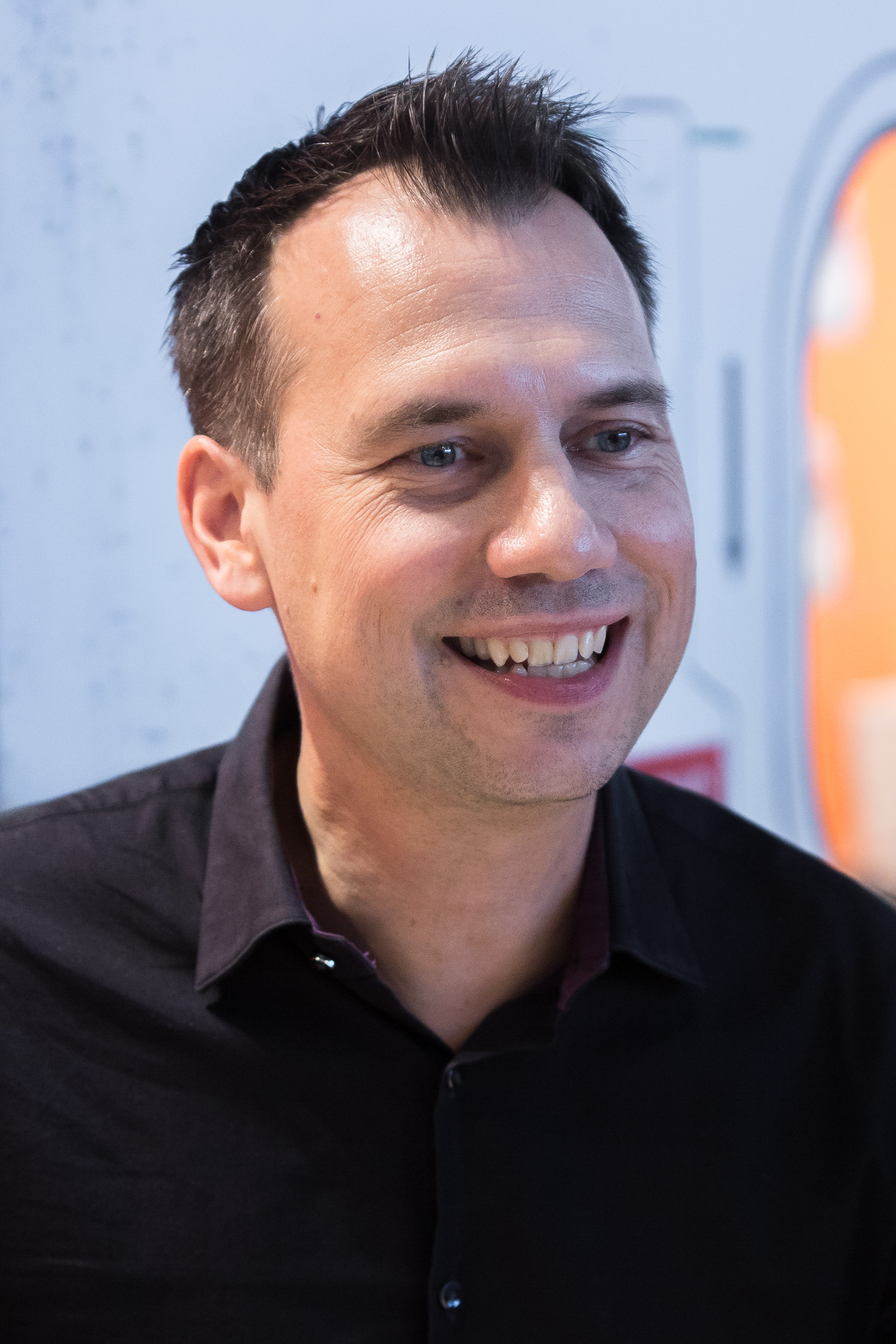
Sebastian Fitzek, 2017

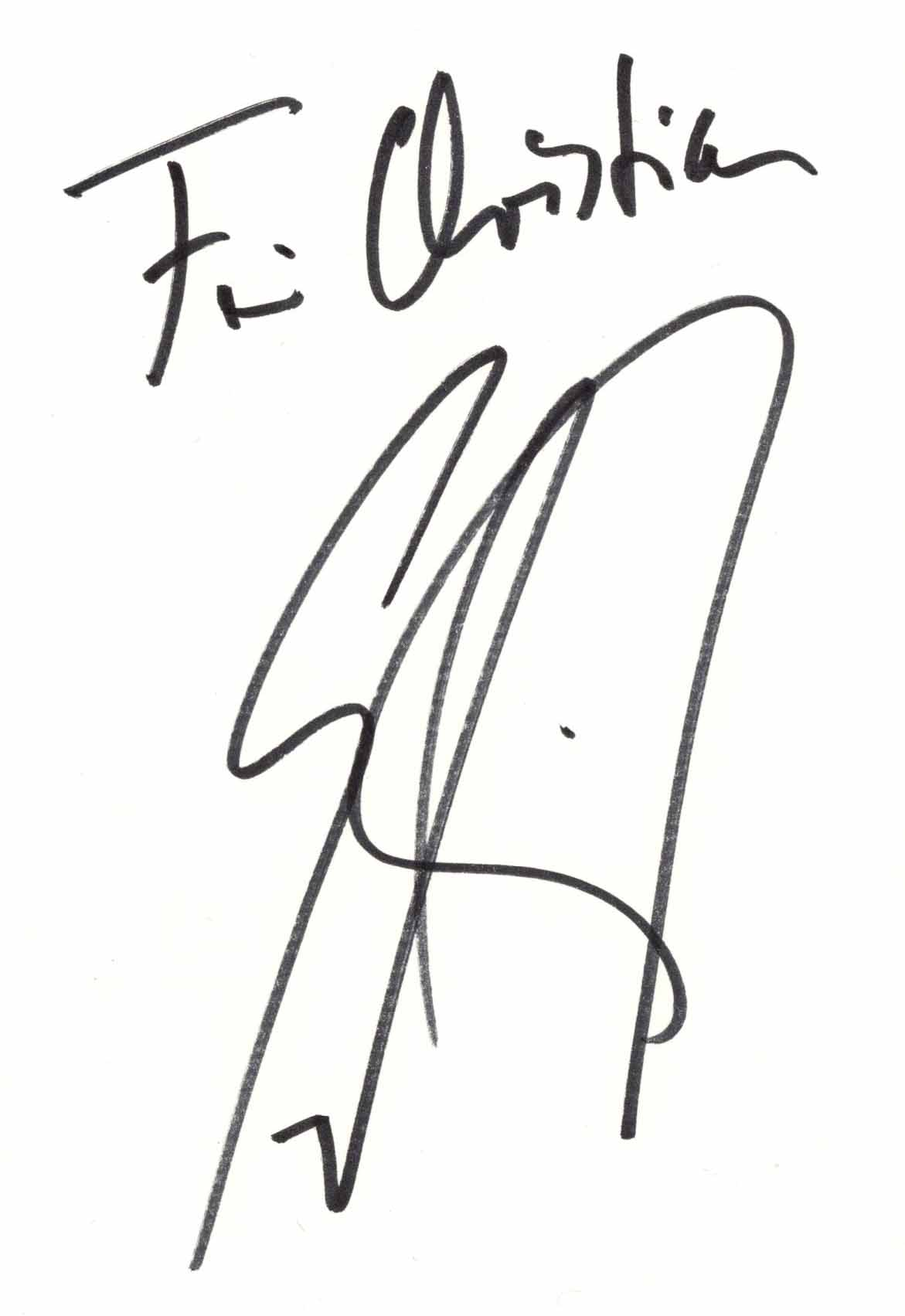
Signatur von Sebastian Fitzek, Oktober 2019

Sebastian David Fitzek (* 13. Oktober 1971 in West-Berlin) ist ein deutscher Schriftsteller, Journalist und Moderator. Seit 2006 schreibt er Psychothriller, die alle zu Bestsellern wurden.

## Leben

### Herkunft und Ausbildung
Sebastian Fitzek wurde 1971 in West-Berlin als Sohn des Oberstudiendirektors und Schulleiters des Lilienthal-Gymnasiums in Berlin-Lichterfelde, Freimut Fitzek (1930–2016) und dessen Ehefrau, der Diplom-Volkswirtin Christa Schneider geboren. Sein Bruder Clemens ist Neuroradiologe.
In seiner Jugend wollte Fitzek Schlagzeuger werden. Nach dem Abitur am Charlottenburger Wald-Gymnasium nahm er ein Studium der Veterinärmedizin an der Freien Universität Berlin auf, brach es aber nach drei Monaten ab. Er studierte Jura bis zum ersten Staatsexamen, wurde an der Humboldt-Universität zu Berlin mit einer Arbeit über Die unbekannte Nutzungsart im Urheberrecht promoviert und arbeitete dann als Chefredakteur sowie Programmdirektor für verschiedene Radiosender Deutschlands. Einige Jahre war er in der Programmdirektion des Berliner Radiosenders 104.6 RTL tätig.

### Privates
Sebastian Fitzek lebt in Berlin. Er ist der Schwager der Krimiautorin und Ärztin Sabine Fitzek. Von 2010 bis 2020 war er mit Sandra Fitzek verheiratet. Im August 2019 gab er die Trennung von seiner Frau bekannt. Der Ehe entstammen eine Tochter und zwei Söhne.
Seit der Frühgeburt seines zweiten Sohnes im Jahr 2013 engagiert Fitzek sich ehrenamtlich als Schirmherr des Vereins Das frühgeborene Kind. In einem Interview gab er an, dass ihm dieses Thema ein besonderes Anliegen sei, weil es sich um die größte kindliche Patientengruppe handele und sich nur sehr wenige Eltern Gedanken darüber machten, welche Schritte im Fall einer Frühgeburt zu unternehmen seien.
Mit seiner zweiten Frau Linda, die er 2022 heiratete, hat Fitzek zwei weitere Söhne.

## Karriere
Sebastian Fitzek schrieb als Koautor gemeinsam mit dem Namenforscher Jürgen Udolph das Sachbuch Professor Udolphs Buch der Namen, das 2005 bei Bertelsmann erschienen ist. Der Spiegelbestseller war Vorlage für das Fernsehformat Deutschland – deine Namen, an dessen Entwicklung Fitzek beteiligt war. Die Sendung wurde im März 2006 vom ZDF unter der Moderation Johannes B. Kerners ausgestrahlt.
Seit 2006 schreibt Fitzek Psychothriller, die alle zu Bestsellern wurden. Sein Erstlingswerk Die Therapie geht auf eine Idee zurück, die er 2000 im Wartezimmer eines Orthopäden hatte, als er auf seine Freundin wartete. Es erschien nach dreizehn Absagen von Verlagen und dreimaligem Umschreiben im Juli 2006 im Droemer Knaur Verlag, wie auch seine darauffolgenden. Die Odeon Film AG kaufte die Filmrechte an dem Buch. 2007 wurde Die Therapie als bestes Krimi-Debüt für den Friedrich-Glauser-Preis nominiert. Sein nächster Thriller Amokspiel erschien im April 2007, für den die Goldkind Film AG die Filmrechte kaufte. 2012 erfolgte mit Das Kind die erste Verfilmung einer seiner Romane.

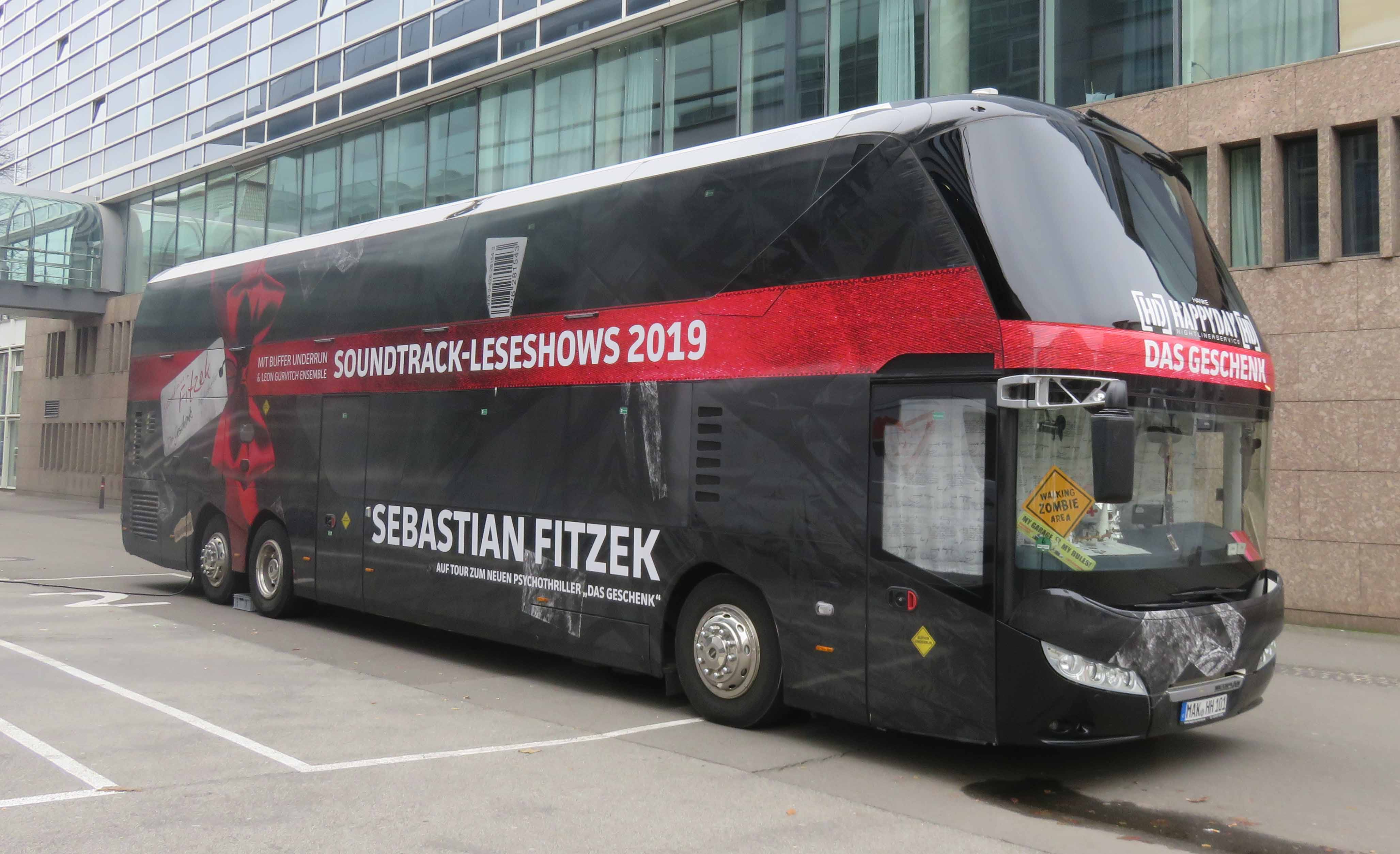
Tourbus von Sebastian Fitzek bei der Lesereise zu seinem Roman Das Geschenk (Dezember 2019)

Fitzek ging bei seinen Autorenlesungen öfters ungewöhnliche Wege. Er las unter anderem in der Trauerhalle eines Bestattungsinstituts, in einem Hospiz in Wolfsburg und in einer Zahnarztpraxis. 2014 bot er Autorenlesungen des Romans Noah mit musikalischer Begleitung durch die Berliner Band Buffer Underrun an.
Im Januar 2011 startete Fitzek in Zusammenarbeit mit dem Buchhandelskonzept zeilenreich der Direct Group Bertelsmann die Aktion „Interaktiver Roman mit Sebastian Fitzek“. Hierbei hatten Fans via Facebook fünf Wochen die Möglichkeit, gemeinsam mit dem Autor an der Handlung des Romans Das Profil mitzuwirken, dessen Titel und Handlungsbeginn Fitzek vorgegeben hatte. Im Mai wurde die Geschichte als kostenloses E-Book veröffentlicht.
Im September 2013 fand die Berliner Erstaufführung einer Theateradaption von Der Seelenbrecher am Berliner Kriminal Theater statt. Im Oktober 2015 veröffentlichte Fitzek zwei Romane parallel:
- Der Roman Das Joshua-Profil handelt von einem erfolglosen Schriftsteller namens Max Rhode, der nur ein erfolgreiches Werk hat, nämlich Die Blutschule.
- Beim Schreiben entdeckte Fitzek sein Interesse an diesem fiktiven Werk und schrieb Die Blutschule unter dem Pseudonym Max Rhode selbst. Er betonte, man brauche Die Blutschule nicht zu lesen, um Das Joshua-Profil zu verstehen.[15][16]

Im Oktober 2016 präsentierte Fitzek zum Finale des Eifel-Literaturfestivals in der Stadthalle in Bitburg das Buch Das Paket. Im März 2017 erschien Fitzeks erstes Kinderbuch Pupsi & Stinki als Vorlesebuch mit Zeichnungen des Illustrators Jörn „Stolli“ Stollmann, zwei Wochen später der von The Purge inspirierte Thriller AchtNacht. Letzterer wurde an einem Dienstag veröffentlicht, stieg in derselben Woche auf Platz 6 der Spiegel-Bestsellerliste ein, schaffte danach jedoch den Aufstieg auf Platz 1, den er für mindestens eine weitere Woche (Stand: 29. März 2017) hielt.
2017 war AchtNacht der meistverkaufte Roman in Deutschland. Auch 2018 schaffte Fitzek es mit der Taschenbuchausgabe von Das Paket an die Spitze und kam gleichzeitig mit Der Insasse auf Platz 3. 2018 stiftete Fitzek den mit 6666 € dotierten Viktor Crime Award, der alle zwei Jahre an „eine neue Stimme der Thriller- und Kriminalliteratur“ vergeben werden soll. Die erste Preisträgerin ist die Wiener Autorin Michaela Kastel mit So dunkel der Wald.
Anfang April 2020 initiierte Fitzek eine Kurzgeschichtensammlung, deren Erlöse den Buchhandlungen zugutekommen sollten, die durch COVID-19 in Existenznot geraten waren. Die Sammlung setzte sich aus dreizehn Kurzgeschichten zusammen, die in einem Wettbewerb auf Instagram ausgewählt wurden, Einreichungen namhafter Autoren und einer Kurzgeschichte Fitzeks selbst. Die Veröffentlichung erfolgte im Herbst 2020 unter dem Titel Identität 1142. Die Zahl 1142 bezieht sich darauf, dass 1142 Teilnehmer ihre Kurzgeschichten einreichten.
Von Oktober 2021 bis August 2022 moderierte er an der Seite von Kim Fisher im zweiwöchentlichen Turnus – im Wechsel mit Jörg Kachelmann – die Berliner Ausgabe der Talkshow Riverboat. Zur selben Zeit erschien auch sein Thriller Playlist. Eigens für das Buch haben u. a. Beth Ditto, Silbermond, Rea Garvey und Kool Savas einen Song geschrieben, so dass eine Playlist passend zur Geschichte entstanden ist. Diese ist auch als Album erschienen.

## Einflüsse
Laut eigenen Angaben wurde Fitzek in seiner Kindheit von Enid Blyton, Michael Ende und Alfred Weidenmann geprägt und später von Stephen King, Michael Crichton und John Grisham. Im Nachwort seines Romans Das Paket schildert er, wie seine Leidenschaft für Thriller durch seine Freundschaft mit dem Deutschtürken Ender geweckt wurde, mit dem er die Grundschule besucht und Videos von FSK-18-Filmen wie Rollerball, Die Klasse von 1984, Tanz der Teufel, Zombie und Die Klapperschlange geschaut habe. Heute lese er alles von Harlan Coben.

## Kritik
Die Kritiken zu Fitzek reichen von „Thriller-König“ bis hin zu Verrissen. Christine Brand schrieb 2013 in der Neuen Zürcher Zeitung zu Der Nachtwandler: „Was im Thriller Der Nachtwandler des deutschen Autors Sebastian Fitzek Fiktion ist, ist im Leben etlicher Menschen Realität. Und nur wer den Wachtraum als solchen erkennt, lernt, ihm zu entkommen. Auch Fitzek kennt diese Träume, was ihn inspiriert hat, diesen Kriminalroman zu schreiben. Dabei hat der Autor nicht nur den Rahmen der Realität, sondern gleichzeitig die Grenzen der Vorstellungskraft gesprengt.“
Denis Scheck urteilte bei seiner Besprechung des Pädophilie-Krimis Das Joshua-Profil (2015), dass Fitzek „die Nulllinie der deutschen Gegenwartsliteratur“ markiere. Über Fitzeks 2018 erschienenen Roman Der Insasse sagte Scheck: „Dies ist kein Roman, dies ist eine Kloake“. Den 2019 erschienenen Psychothriller Das Geschenk bezeichnete Scheck in Druckfrisch als „miesen Gewaltporno“.
Auf die Kritik durch Scheck angesprochen, urteilte Fitzek, diese Kritik sei für ihn „belanglos“. Er fuhr fort: „Er [Scheck] hat noch nicht mal eine Auswirkung auf Autoren, die er mag. Wenn Elke Heidenreich ein Buch empfohlen hat, haben die Buchhändler die Sektkorken knallen lassen. Das hat Auflagen verdoppelt. Denis Scheck arbeitet sich seit zehn Jahren an mir ab, warum auch immer. Er ist bekannt dafür, dass er Bücher in den Mülleimer wirft. Ich bin bekannt dafür, dass ich Menschen zum Lesen bringe. Mit dieser Aufgabenverteilung kann ich gut leben.“
Der Spiegel betitelte Fitzek 2014 als einen der „professionellsten und handwerklich zuverlässigsten Thriller-Autoren in Deutschland“ und stellte Passagier 23 als Krimi des Monats vor: „[Fitzek] entwickelt […] einen sehr dicht geschriebenen, sehr gewalttätigen Thriller, der von der ersten bis zur letzten Seite funktioniert. Keine Szene ist zu viel.“ Für Takis Würger war Fitzek 2019 „der erfolgreichste deutsche Schriftsteller des 21. Jahrhunderts“.
Berhard Heckler schreibt in seiner Rezension zu Das Kalendermädchen 2024, Fitzek könne eine Kritik nichts anhaben, seine Panzerung bestehe aus 19 Millionen verkauften Büchern. Er nennt Redundanzen, Katachresen, Kitsch und Ungereimtheiten.

## Auszeichnungen
- 2010: LovelyBooks Leserpreis in der Kategorie Spannung (Krimi, Thriller) für Der Augensammler
- 2011: LovelyBooks Leserpreis in der Kategorie Spannung (Krimi, Thriller) für Der Augenjäger
- 2012: LovelyBooks Leserpreis in der Kategorie Spannung (Krimi, Thriller) für Abgeschnitten
- 2014: LovelyBooks Leserpreis in der Kategorie Krimi & Thriller für Passagier 23
- 2015: LovelyBooks Leserpreis in der Kategorie Krimi & Thriller für Das Joshua-Profil
- 2016/2017: Europäischer Preis für Kriminalliteratur
- 2016: LovelyBooks Leserpreis in den Kategorien Krimi & Thriller. Bestes Hörbuch und Bestes Buchcover für Das Paket
- 2017: LovelyBooks Leserpreis in den Kategorien Krimi & Thriller und Bestes Hörbuch für Flugangst 7A
- 2018: LovelyBooks Leserpreis in der Kategorie Krimi & Thriller für Der Insasse
- 2019: LovelyBooks Leserpreis in der Kategorie Krimi & Thriller für Das Geschenk
- 2020: LovelyBooks Leserpreis in der Kategorie Krimi & Thriller für Der Heimweg
- 2021: LovelyBooks Leserpreis Gold in der Kategorie Bestes Hörbuch für Playlist[43]
- 2022 LovelyBooks Community Award Gold in der Kategorie Bestes Hörbuch für Mimik[44]
- 2023 LovelyBooks Community Award Gold in der Kategorie Unterhaltung für Elternabend.[45]
- 2023 LovelyBooks Community Award für Die Einladung Gold in der Kategorie Krimi & Thriller[45] und Bronze in der Kategorie Bestes Hörbuch[45]
- 2024 LovelyBooks Community Award für Das Kalendermädchen Gold in den Kategorien Krimi & Thriller und Bestes Buchcover

## Werke (Auswahl)
Psychothriller
- Die Therapie. Knaur Taschenbuchverlag, München 2006, ISBN 3-426-63309-4.
- Amokspiel. Knaur Taschenbuchverlag, München 2007, ISBN 978-3-426-63718-0.
- Das Kind. Droemer, München 2008, ISBN 978-3-426-19782-0.
- Der Seelenbrecher. Knaur Taschenbuchverlag, München 2008, ISBN 978-3-426-63792-0.
- Splitter. Droemer, München 2009, ISBN 978-3-426-19847-6.
- Der Augensammler. Droemer, München 2010, ISBN 978-3-426-19851-3 (DE: Gold (Hörbuch-Award)).
- Der Augenjäger. Droemer, München 2011, ISBN 978-3-426-19881-0.
- Abgeschnitten (mit Michael Tsokos). Droemer, München 2012, ISBN 978-3-426-19926-8.
- Der Nachtwandler. Knaur Taschenbuchverlag, München 2013, ISBN 978-3-426-50374-4.
- Noah. Bastei Lübbe, Köln 2013, ISBN 978-3-7857-2482-8.
- Passagier 23. Droemer, München 2014, ISBN 978-3-426-19919-0 (Platz 1 der Spiegel-Bestsellerliste vom 17. November 2014 bis zum 23. Januar 2015).
- Das Joshua-Profil. Bastei Lübbe, Köln 2015, ISBN 978-3-7857-2545-0 (Platz 1 der Spiegel-Bestsellerliste vom 7. bis zum 13. November 2015).
- Das Paket. Droemer, München 2016, ISBN 978-3-426-19920-6 (Platz 1 der Spiegel-Bestsellerliste vom 5. bis zum 11. November 2016 und vom 7. bis zum 20. Januar 2017).
- AchtNacht. Knaur Taschenbuchverlag, München 2017, ISBN 978-3-426-52108-3.
- Flugangst 7A. Droemer, München 2017, ISBN 978-3-426-19921-3.
- Der Insasse. Droemer, München 2018, ISBN 978-3-426-28153-6.
- Das Geschenk. Droemer, München 2019, ISBN 978-3-426-51945-5.
- Der Heimweg. Droemer, München 2020, ISBN 978-3-426-28155-0 (DE: Gold (Hörbuch-Award)).
- Playlist. Droemer, München 2021, ISBN 978-3-426-28156-7.
- Schreib oder stirb (mit Micky Beisenherz). Droemer, München 2022, ISBN 978-3-426-28273-1.
- Mimik. Droemer, München 2022, ISBN 978-3-426-28157-4 (DE: Gold (Hörbuch-Award)).
- Die Einladung. Droemer, München 2023, ISBN 978-3-426-28158-1 (DE: Gold (Hörbuch-Award)).
- Das Kalendermädchen. Droemer, München 2024, ISBN 978-3-426-28174-1 (DE: Gold (Hörbuch-Award)).

Sonstige Romane
- Der erste letzte Tag. Kein Thriller. Droemer HC, München 2021, ISBN 978-3-426-28386-8 (DE: Gold (Hörbuch-Award)).
- Elternabend. Kein Thriller (Auch wenn der Titel nach Horror klingt!). Droemer, München 2023, ISBN 978-3-426-28413-1 (DE: Gold (Hörbuch-Award)).
- Das Date. Kein Thriller (Obwohl man beim Dating auf viele Psychos trifft). Droemer, München 2025, ISBN 978-3-426-56119-5.

Beiträge in Anthologien
- [Beitrag ohne Titel.] In: Iris Grädler (Hrsg.): Tierische Helden. Beliebte Autoren erzählen neue Geschichten von Katzen, Hunden und anderen Tieren (= Club Premiere). Originalausgabe. Mit Ill. von Olaf Schumacher. RM-Buch-und-Medien-Vertrieb, Bertelsmann, [Rheda-Wiedenbrück, Gütersloh], Berlin 2008, DNB 99189720X, K10plus 1566225159 ([nur für Mitglieder]; Titel im Hörbuch: Der Beifahrer – oder der Tag, an dem sich unser Hund das Leben nehmen wollte).
- Allein. In: Silke Jellinghaus, Tanja Handels (Hrsg.): Tödliche Gaben. Rowohlt, Reinbek 2009, ISBN 978-3-499-25553-3.
- Der Frauenfänger. In: Andrea Maria Schenkel (Hrsg.): Weißer Schnee, rotes Blut. Ullstein, Berlin 2009, ISBN 978-3-550-08741-7.
- Nicht einschlafen In: Sebastian Fitzek (Hrsg.): P.S. Ich töte dich. Droemer, München 2010, ISBN 978-3-426-19897-1.
- UNNAtürlich. In: Hanns-Peter Karr, Sigrun Krauß, Herbert Knorr (Hrsg.): Glaube.Liebe.Leichenschau, Mord am Hellweg VIII. Grafit, Dortmund 2016, ISBN 978-3-89425-474-2.
- Niemand. In: Sebastian Fitzek (Hrsg.): Identität 1142. #wirschreibenzuhause. 23 Quarantäne-Kurzkrimis. Droemer, München 2020, ISBN 978-3-426-28266-3.

Unter dem Pseudonym Max Rhode
- Die Blutschule. Bastei Lübbe, Bergisch Gladbach 2015, ISBN 978-3-404-17267-2.

Sachbücher
- Die unbekannte Nutzungsart. Berliner Wissenschafts-Verlag, Berlin 2000, ISBN 978-3-8305-0096-4 (Zugl.: Berlin, Humboldt-Univ., Diss., 2000).
- Die 10 grössten Radio-Geheimnisse (mit Rüdiger Kreklau). Neue aktualisierte Ausgabe. Kreklau und Fitzek Partner, Berlin 2002, ISBN 3-8311-1219-3.
- Professor Udolphs Buch der Namen: Woher sie kommen – Was sie bedeuten (mit Jürgen Udolph). Bertelsmann, München 2005, ISBN 3-442-15428-6.

Kinderbücher
- Pupsi und Stinki. Pattloch, München 2017, ISBN 978-3-629-14237-5 (mit Zeichnungen von Jörn Stollmann).

Sonstige Bücher
- Fische, die auf Bäume klettern. Ein Kompass für das große Abenteuer namens Leben. Droemer, München 2019, ISBN 978-3-426-27782-9.

Hörbücher (Auszug)
- 2007: Die Therapie. Audio Lübbe, 288 Min., gelesen von Simon Jäger, ISBN 978-3-7857-3378-3, (DE: Gold (Hörbuch-Award)).[47]
- 2007: Amokspiel. Audio Lübbe, 315 Min., gelesen von Simon Jäger, ISBN 978-3-7857-3379-0.
- 2007: Das Kind. Audio Lübbe, 289 Min., gelesen von Simon Jäger, ISBN 978-3-7857-3521-3 (DE: Gold (Hörbuch-Award)).
- 2008: Der Seelenbrecher, Audio Lübbe, 250 Min., gelesen von Simon Jäger, ISBN 978-3-7857-3700-2.
- 2009: Splitter. Audio Lübbe, 265 Min., gelesen von Simon Jäger, ISBN 978-3-7857-4209-9.
- 2009: Weißer Schnee, rotes Blut. Hörbuch Hamburg, 132 Min., gelesen von Sebastian Bezzel, Brigitte Hobmeier, Burghart Klaußner, Hans Löw und Ulrich Pleitgen, ISBN 978-3-89903-675-6.
- 2010: Der Augensammler. Audio Lübbe, 310 Min., gelesen von Simon Jäger, ISBN 978-3-7857-4368-3.
- 2011: P.S. Ich töte dich. Audio Lübbe, 268 Min., gelesen von Simon Jäger und David Nathan, ISBN 978-3-7857-4561-8.
- 2011: Der Augenjäger. Audio Lübbe, 284 Min., gelesen von Simon Jäger, ISBN 978-3-7857-4561-8.
- 2012: Abgeschnitten. Audio Lübbe, 427 Min., gelesen von Simon Jäger und David Nathan, ISBN 978-3-7857-4749-0.
- 2013: Der Nachtwandler. Audio Lübbe, 297 Min., gelesen von Simon Jäger, ISBN 978-3-7857-4839-8.
- 2013: Noah. Audio Lübbe, gekürzt, 6 CDs, 432 Min., gelesen von Simon Jäger, ISBN 978-3-7857-4784-1.
- 2014: Passagier 23. Audio Lübbe, 299 Min., gelesen von Simon Jäger, ISBN 978-3-7857-5047-6 (DE: Gold (Hörbuch-Award)).
- 2015: Das Joshua-Profil. Audio Lübbe, 413 Min., gelesen von Simon Jäger, ISBN 978-3-7857-5142-8.
- 2016: Das Paket. Audio Lübbe, 411 Min., gelesen von Simon Jäger, ISBN 978-3-7857-5389-7 (DE: Gold (Hörbuch-Award)).
- 2017: AchtNacht. Audio Lübbe, 398 Min., gelesen von Simon Jäger, ISBN 978-3-7857-5528-0.
- 2017: Flugangst 7a. Audio Lübbe, 424 Min., gelesen von Simon Jäger, ISBN 3-8398-1586-X (DE: Gold (Hörbuch-Award)).
- 2018: Der Insasse. Argon Hörbuch, 420 Min., gelesen von Simon Jäger, ISBN 978-3-8398-1636-3 (DE: Gold (Hörbuch-Award)).
- 2019: Das Geschenk. Argon Hörbuch, 445 Min., gelesen von Simon Jäger, ISBN 978-3-8398-1637-0 (DE: Gold (Hörbuch-Award)).
- 2019: Auris, Droemer, München, ISBN 978-3-426-30718-2 (DE: Gold (Hörbuch-Award))
- 2020: Die Frequenz des Todes. Auris Droemer, München, ISBN 978-3-426-30760-1 (DE: Gold (Hörbuch-Award)).
- 2021: Todesrauschen. Auris Droemer, München, ISBN 978-3-426-30840-0 (DE: Gold (Hörbuch-Award)).
- 2025: Horror-Date. Kein Thriller (Obwohl man beim Dating auf viele Psychos trifft) (Parkum Audio & Audible-Hörbuch).

## Verfilmungen
- 2012: Das Kind
- 2018: Das Joshua-Profil
- 2018: Abgeschnitten
- 2018: Amokspiel (Fernsehfilm)
- 2018: Passagier 23 – Verschwunden auf hoher See (Fernsehfilm)
- 2023: Die Therapie (Fernsehserie – Amazon Prime)
- 2025: Der Heimweg (Film – Amazon Prime)

## Dramatisierungen
- 2011: Der Seelenbrecher. Vertriebsstelle und Verlag Deutscher Bühnenschriftsteller und Bühnenkomponisten
- 2016: Die Therapie. Vertriebsstelle und Verlag
- 2016: Passagier 23. Vertriebsstelle und Verlag
- 2019: Das Paket. Vertriebsstelle und Verlag[48][49]

## Brett- und Kartenspiele
- 2017: Sebastian Fitzek SafeHouse. Ein Gesellschaftsspiel von Marco Teubner
- 2018: Black Stories. 50 rabenschwarze Rätsel in der Sebastian Fitzek Edition. Ein Krimi-Kartenspiel mit Illustrationen von Bernhard Skopnik
- 2019: Sebastian Fitzek SafeHouse – Das Würfelspiel. Ein Gesellschaftsspiel von Marco Teubner
- 2020: Sebastian Fitzek Killercruise. Ein Gesellschaftsspiel von Marco Teubner
- 2024: Sebastian Fitzek Underground. Ein Gesellschaftsspiel von Marco Teubner. Nach einer Idee von Sebastian Fitzek und Jörn Stollmann